# Ora (автомобильная марка)
Ora (китайский: 欧拉; пиньинь: Oūlā; стилизовано как ORA) — китайская марка легковых электромобилей компании Great Wall Motors, представленная в 2018 году.
По данным Great Wall Motors, Ora означает «открытый, надёжный и альтернативный» (англ. «open, reliable and alternative»), а также отдаёт дань уважения Леонарду Эйлеру, известному математику.
11 октября 2023 года Great Wall Motors официально представила в России бренд — Ora.

## Модельный ряд

### Актуальные модели
- Ora Haomao/Good Cat — электрический хетчбэк[5]
- Ora Ballet Cat — электрический хетчбэк
- Ora Lightning Cat — электрический спорт-фастбэк

### Снятые с производства
- Ora iQ (2018—2020)[6]
- Ora R1/Black Cat (2019—2022)[4]
- Ora R2/White Cat (2020—2022)[7][5]

### Концепт-кары
- Ora R2 Concept
- Ora Futurist
- Ora Punk Cat[8]
- Ora Lightning Cat
- Ora Big Cat

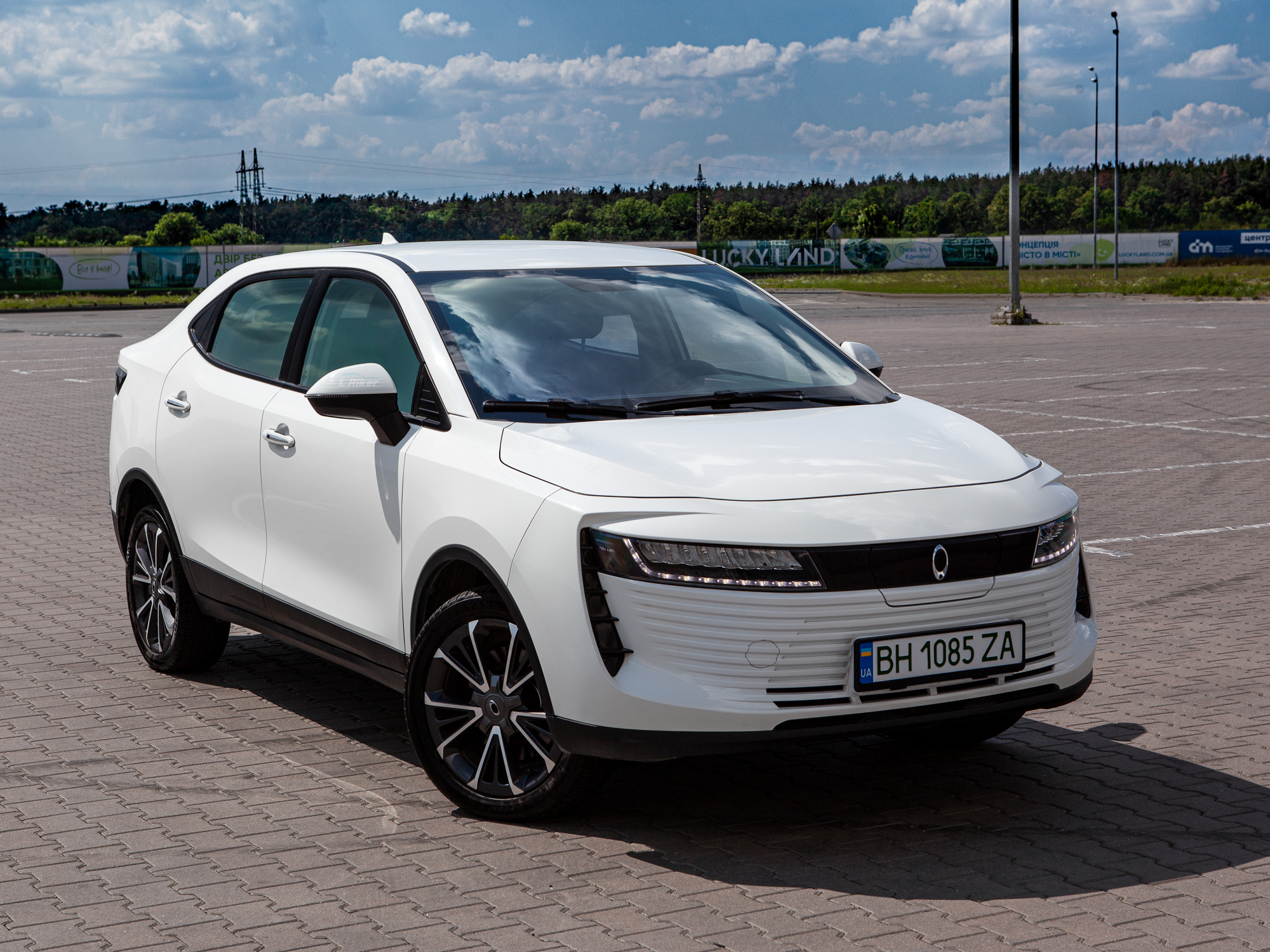
Ora iQ
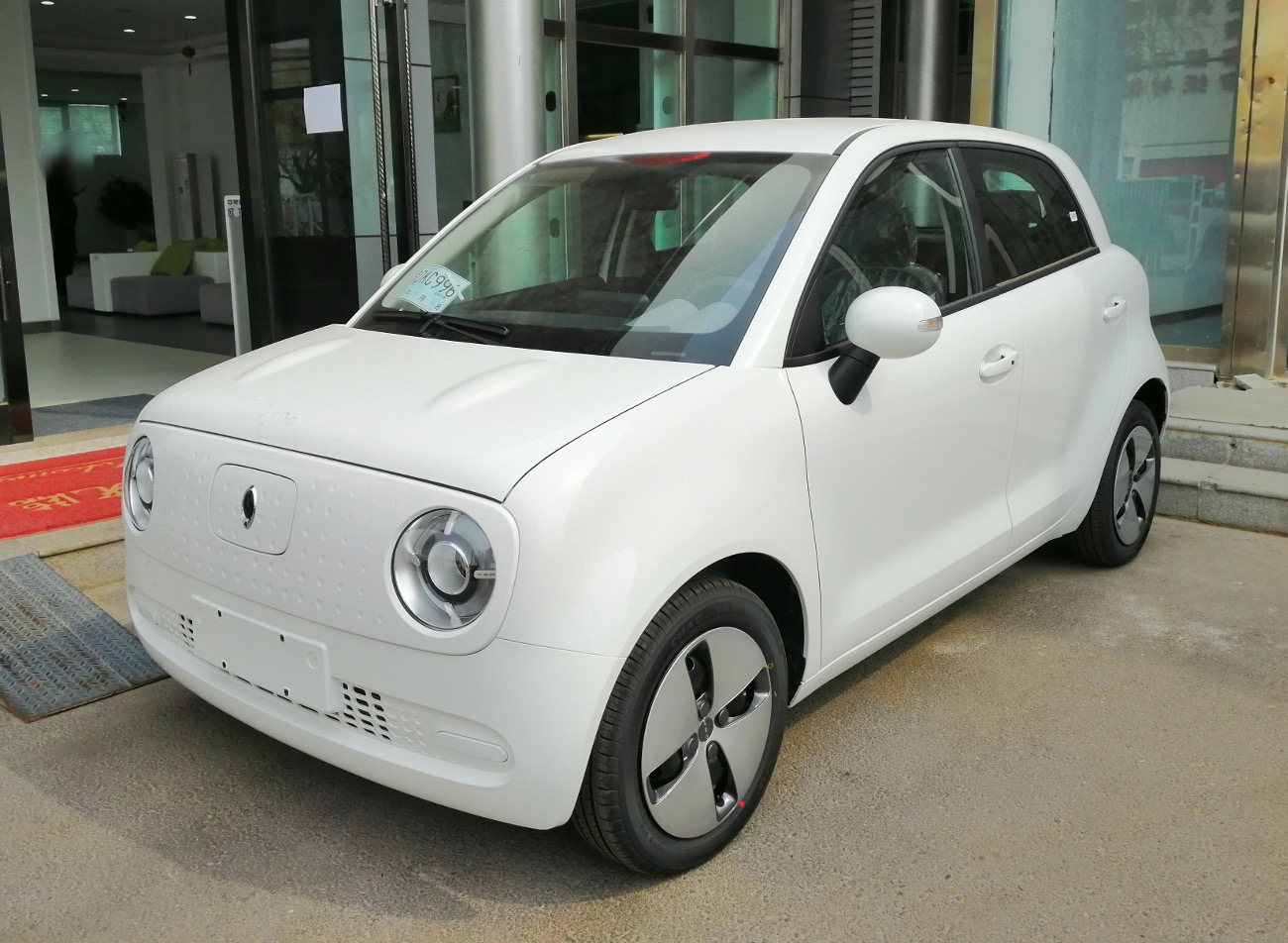
Ora Black Cat
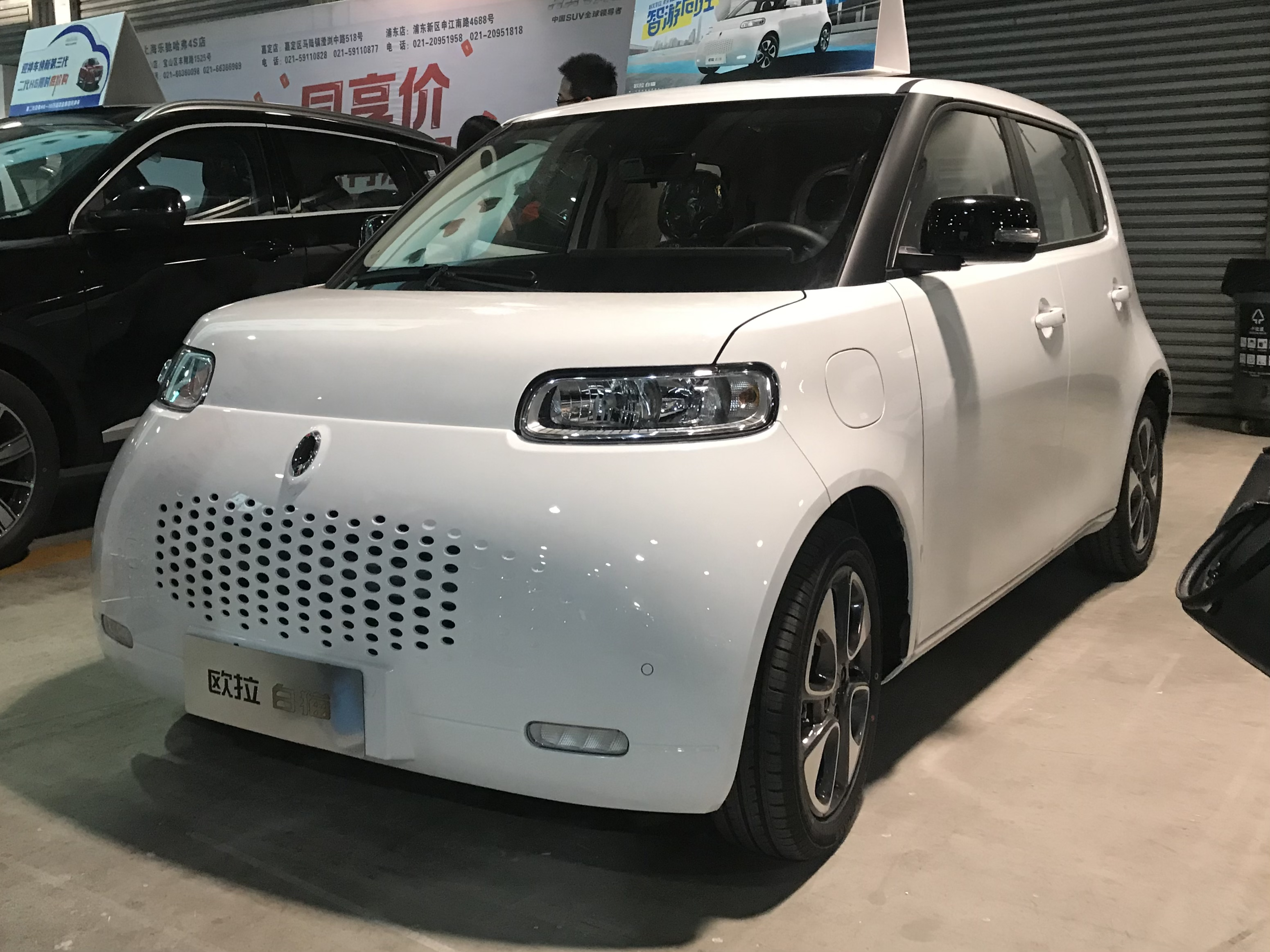
Ora White Cat
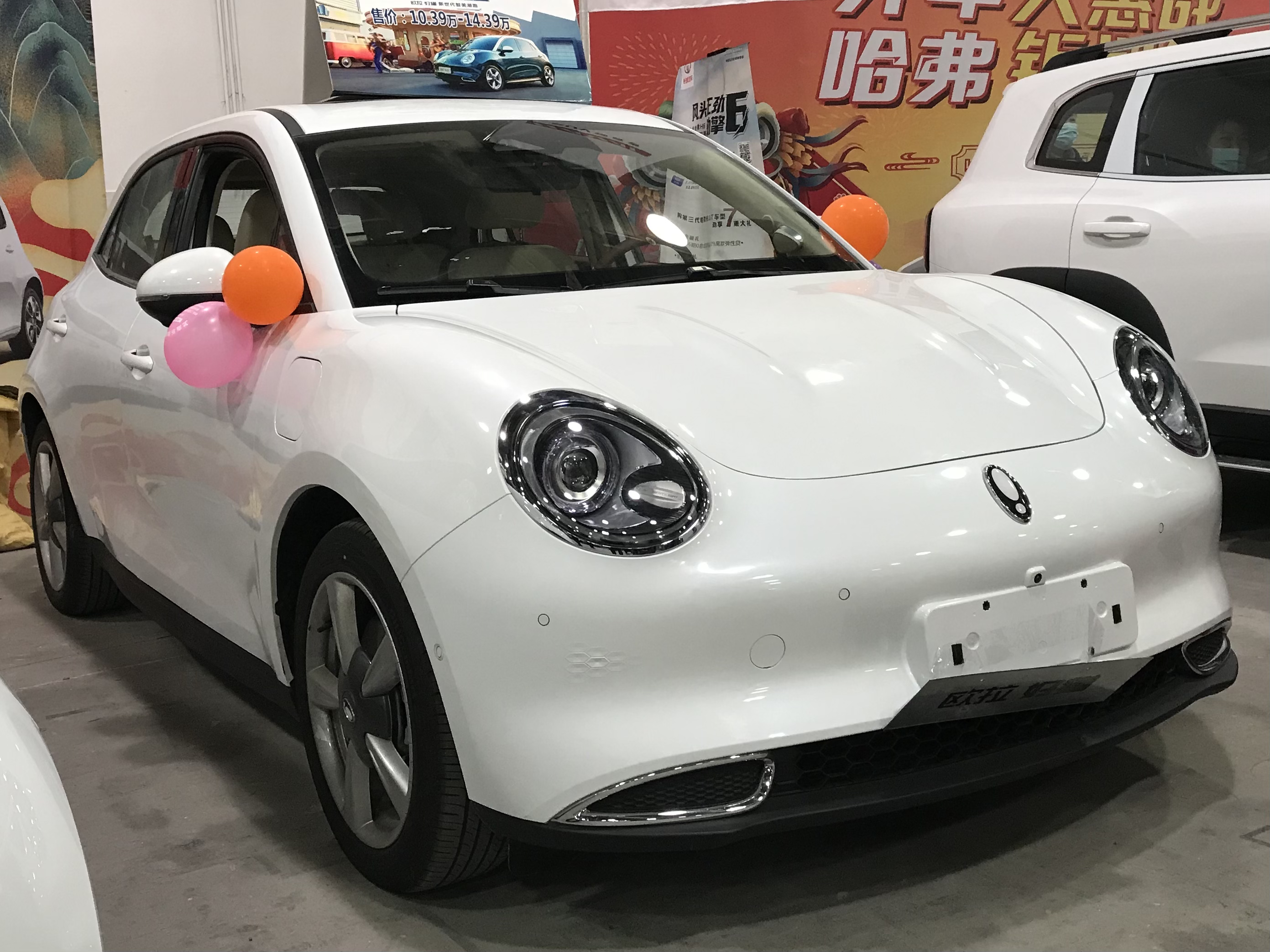
Ora Haomao / Good Cat / Funky Cat
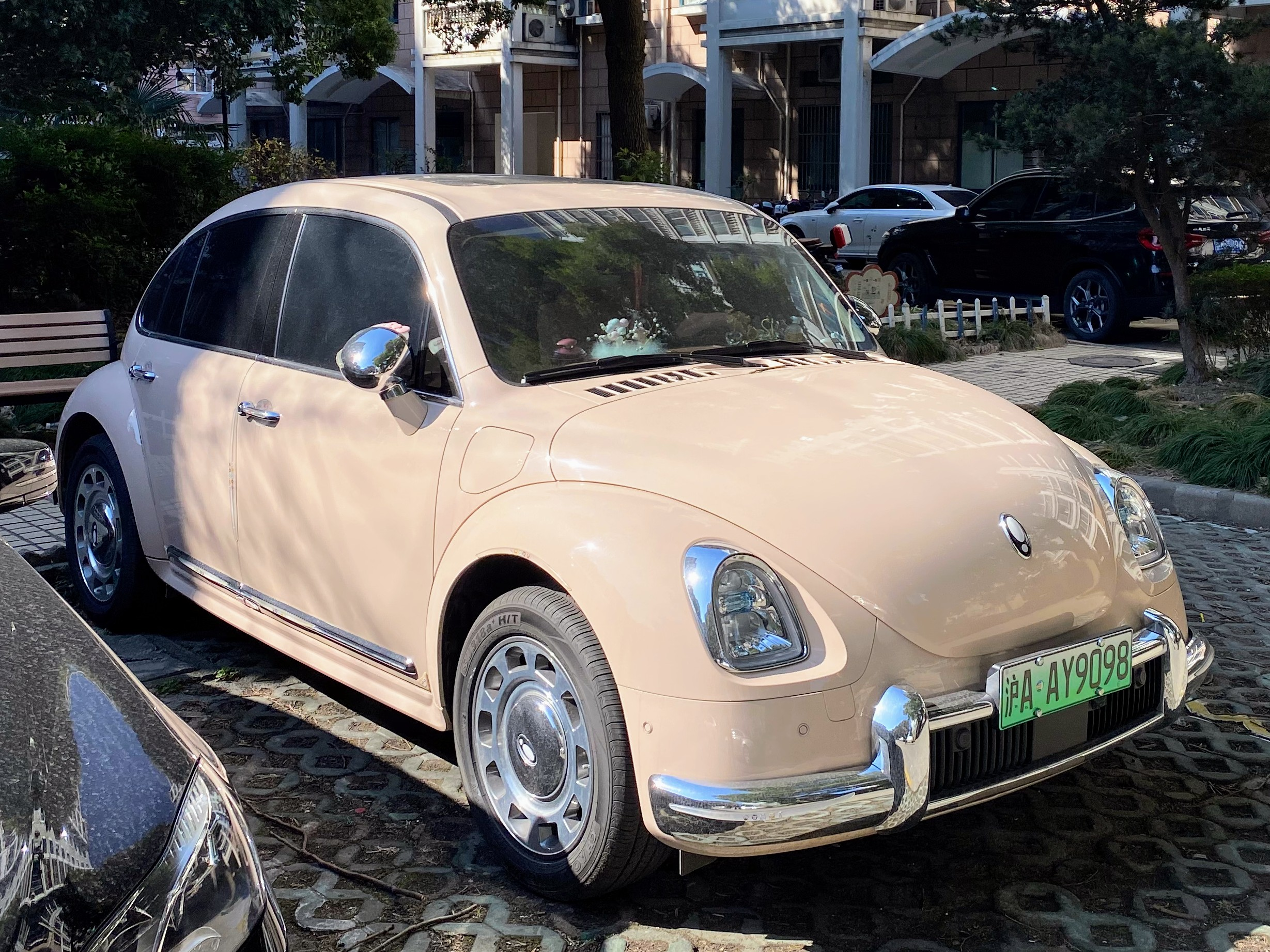
Ora Ballet Cat
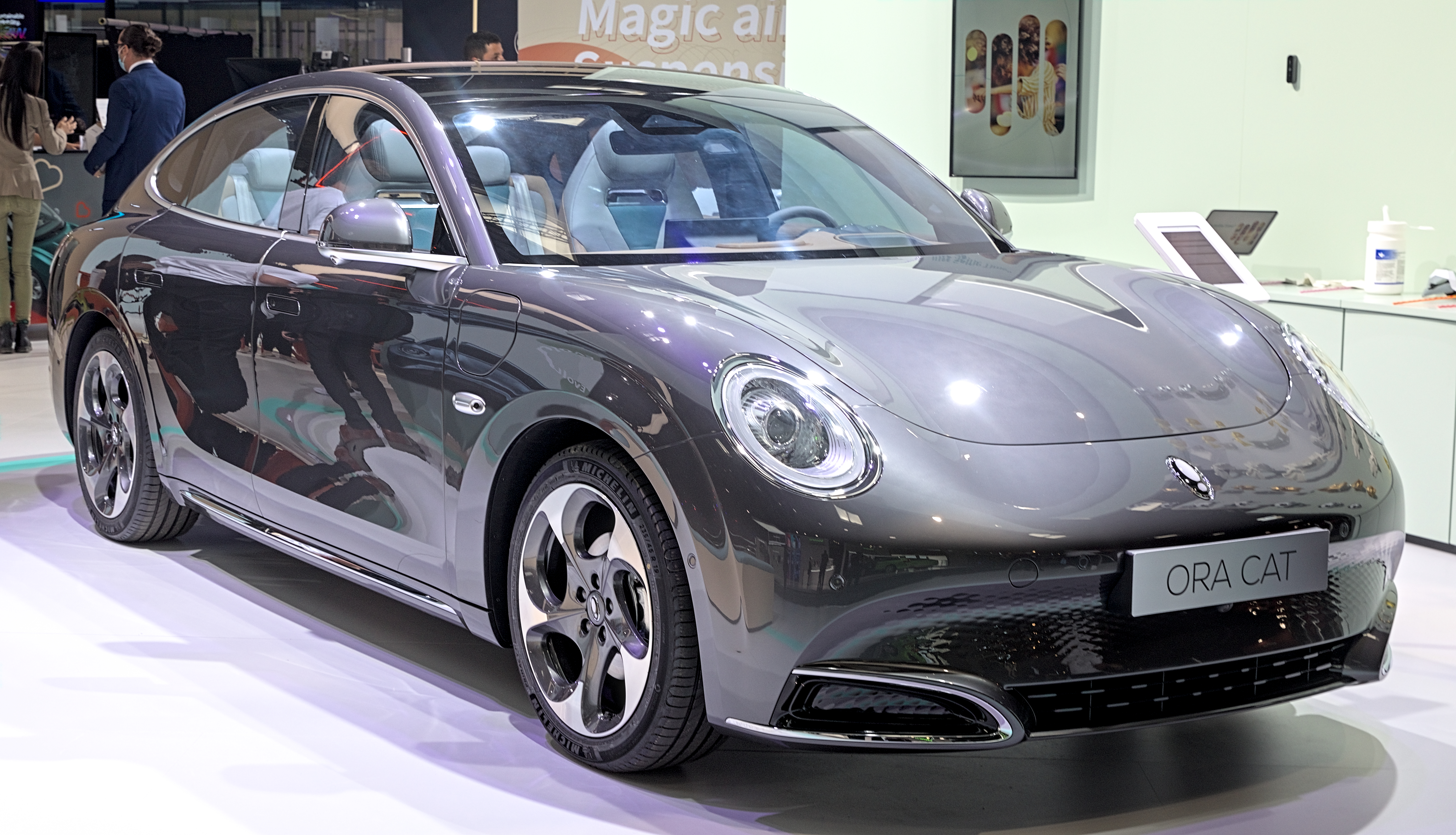
Ora Lightning Cat
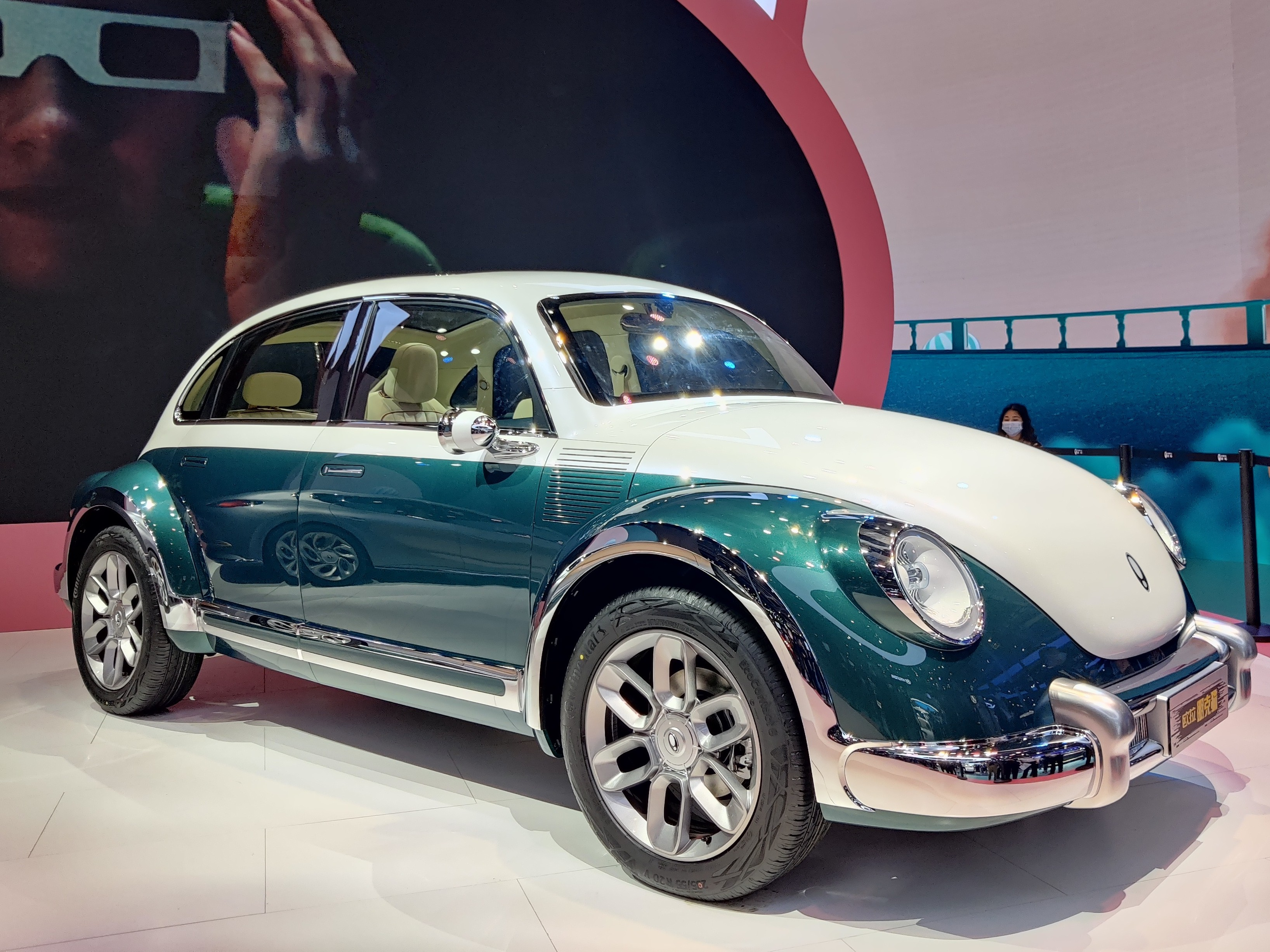
Ora Punk Cat
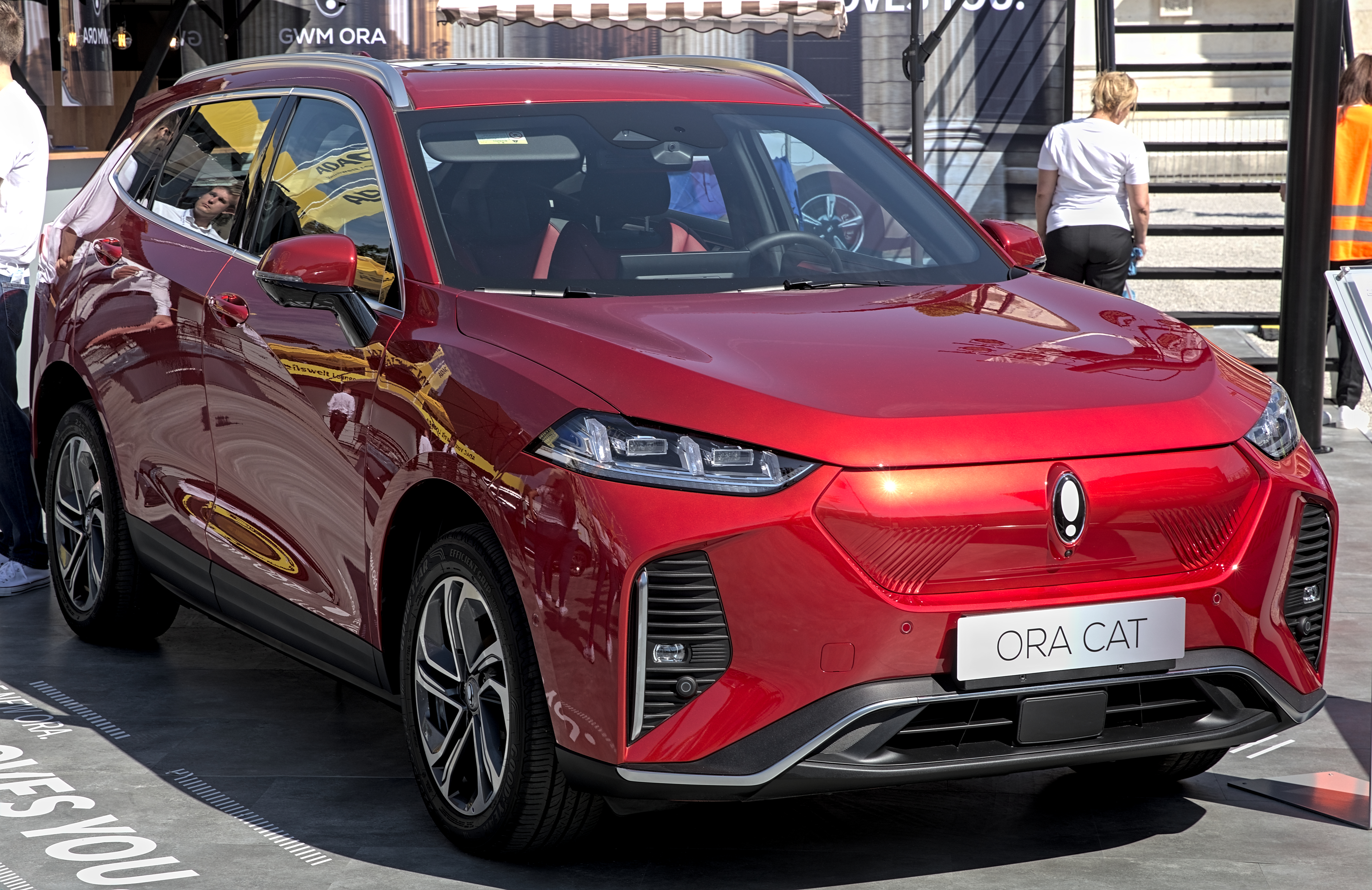
Ora Big Cat